# Eobruchia ecuatoriana
Eobruchia ecuatoriana là một loài rêu trong họ Bruchiaceae. Loài này được Steere mô tả khoa học đầu tiên năm 1982.